# Роуз, Кристин
Кристин Сью Роуз (англ. Cristine Sue Rose), родилась 31 января 1951 года в Линвуде, штат Калифорния, США) — американская актриса.

## Биография
Окончила Стэнфордский университет. Самые известные её роли — Анджела Петрелли в фантастическом сериале «Герои» и Клэр Прайс в сериале «Зачарованные». На сегодняшний день на счету Кристин более 100 ролей в кино и на телевидении.

## Фильмография
- 1977 — The Trial of Lee Harvey Oswald — Джеки Кеннеди

### 1980-е годы
- 1984 — Кейт и Элли / Kate & Allie — Рози
- 1985 — Love, Long Distance — Сибил Сильвер
- 1985 — Спенсер / Spenser: For Hire
- 1986 — Земля отцов / Fatherland — Люси Бернштейн
- 1987 — Мэтлок / Matlock — Лэси Св. Джон
- 1987 — Иштар / Ishtar — Сири Дарма
- 1987 — CBS Summer Playhouse — Рэйлин
- 1988 — Моя сестра Сэм / My Sister Sam — Филлис
- 1988 — Terrorist on Trial: The United States vs. Salim Ajami — женщина из Министерства юстиции
- 1988 — Детективное агентство «Лунный свет» / Moonlighting — Лора Бакстер
- 1988 — Суд в Берлине / Judgment in Berlin — Марша Стерн
- 1988 — Just the Ten of Us — Кейт Диби
- 1988 — Сент-Элсвер / St. Elsewhere
- 1988 — Дорогой Джон / Dear John — Клаудия
- 1988—1989 — ТВ 101 / TV 101 — Мэри Элис Пиви
- 1988—1993 — Закон Лос-Анджелеса / L.A. Law — Гэй Халлоран, адвокат сына Нэта
- 1989 — Она написала убийство / Murder, She Wrote — мисс Хэйс
- 1989 — Вэлери / Valerie — Рита Трегер
- 1989 — Ньюхарт / Newhart — Дебби
- 1990 — Мерфи Браун / Murphy Brown — Бэт
- 1990 — Жизнь продолжается / Life Goes On — Миссис Догерти
- 1990 — Горящие мосты / Burning Bridges — Глория
- 1990 — Человек, который смотрит / Extreme Close-Up — миссис Гарфилд
- 1990—1991 — Феррис Бьюлер / Ferris Bueller — Барбара Бьюлер

### 1990-е годы
- 1991 — Чудесные годы / The Wonder Years — доктор Ферлинджер
- 1991 — Дядюшка Бак / Uncle Buck — Гвен
- 1991 — В самый первый раз / For the Very First Time — мисс Аллен
- 1991 — Passion — Вероника Эндрюс
- 1991 — CBS Schoolbreak Special — Мэрилин Миллер
- 1991 — Проблемы роста / Growing Pains — Люси Шнайдер
- 1991 — Гражданские войны / Civil Wars
- 1991 — Только любовь / Anything But Love
- 1991 — Ночной суд / Night Court — доктор Викс
- 1992 — Just My Imagination — Бренда Сандс
- 1992—1996 — Застава фехтовальщиков / Picket Fences — Лидия Брок
- 1993 — The Elvira Show — Линдси
- 1993 — Полет вслепую / Flying Blind — Эллен Бараш
- 1993 — Звездный путь: Следующее поколение / Star Trek: The Next Generation — Ги’рал
- 1993 — Almost Home — директор
- 1993 — Няня / The Nanny — доктор Вурт
- 1993—1996 — Грейс в огне / Grace Under Fire — Барбара Нортон
- 1994 — Агентство моделей / Models Inc. — доктор Таунсенд
- 1994 — Пустое гнездо / Empty Nest — Нэн
- 1994 — The Boys Are Back — Дина
- 1994—1997 — Эллен / Ellen — Сьюзан, Эмили
- 1996 — Надежда Чикаго / Chicago Hope — Джуди Бекман
- 1996 — The Jeff Foxworthy Show — Кэтрин Блосир
- 1996 — For the Future: The Irvine Fertility Scandal — Рина Манелли
- 1996 — Детектив Нэш Бриджес / Nash Bridges — сержант
- 1997 — The Jamie Foxx Show — Марша Дарден
- 1997 — Men Behaving Badly — Дороти
- 1997 — Самоубийца / The Last Time I Committed Suicide — миссис Гринавей
- 1997 — Нас пятеро / Party of Five — Дженни Сэлби
- 1997 — Крэкер / Cracker — миссис Ланг
- 1997 — Джордж и Лео / George & Leo — Ронни
- 1997 — Элли МакБил / Ally McBeal — Марси Хатфилд
- 1997 — 413 Hope St. — миссис Джефферсон
- 1997—1998 — Clueless — миссис Мьюнфорд
- 1998 — Сабрина — маленькая ведьма / Sabrina, the Teenage Witch — миссис Чесслер
- 1998 — Скорая помощь / ER — миссис Мартинес
- 1998 — C-16: ФБР / C-16: FBI — Лесли Дрейфусс
- 1998 — Добыча / Prey — Сандра Кук
- 1998 — Бадди Фаро / Buddy Faro
- 1998 — Дарма и Грег / Dharma & Greg
- 1998 — Король Квинса / The King of Queens — Хелен
- 1999 — Беверли-Хиллз 90210 / Beverly Hills, 90210 — судья Мэри Эддисон
- 1999 — Зои, Дункан, Джек и Джейн / Joe, Duncan, Jack & Jane — Лиллиан Готтлиб, мать Джонни
- 1999 — It’s Like, You Know… — Зои
- 1999 — Зачарованные / Charmed — Клэр Прайс
- 1999 — Дорогая, я уменьшил детей / Honey, I Shrunk the Kids, TV Show — мадам Кюри
- 1999—2000 — Провиденс / Providence — Синтия Блэйк
- 2000 — Диагноз: убийство / Diagnosis Murder — Сара Принс
- 2000 — Дни нашей жизни / Days of Our Lives — Доун Ларсон
- 2000 — Bull — миссис Спенсер
- 2000 — The Lost Child — Элайн
- 2000 — Чего хотят женщины / What Women Want — Слоана, Кёртис Атторни

### 2000-е годы
- 2001 — Клиент всегда мёртв / Six Feet Under — Ханна
- 2001 — Агентство / The Agency — Маргарет Каллан
- 2001 — Малкольм в центре внимания / Malcolm in the Middle — миссис Демарко
- 2001 — Филадельфия / Philly — доктор Эллен Ковелл
- 2001—2003 — Девочки Гилмор / Gilmore Girls — Франсин Хейден
- 2002 — Any Day Now — Барбара Хоффман
- 2002 — Жизнь с Бонни / Life with Bonnie — Шелли
- 2002 — Практика / The Practice — Бернис Уайт
- 2002 — Клиника Сан-Франциско / Presidio Med
- 2002—2004 — Друзья / Friends — Битси Ханниган
- 2003 — Седьмое небо / 7th Heaven — миссис Иглитц
- 2003 — The Lyon’s Den — мисс Коннингем
- 2003 — 2,5 человека / Two and a Half Men — Леноур
- 2004 — Морская полиция: Спецотдел / Navy NCIS: Naval Criminal Investigative Service — Пэт Стоун
- 2004 — C.S.I.: Место преступления / CSI: Crime Scene Investigation — бабушка Джилес
- 2004 — Без следа / Without a Trace — Ирен Шо
- 2005 — Enough About Me — Рут
- 2005 — Пойди, разберись / Go Figure — Наташа Гоберман
- 2005 — Миссис Харрис / Mrs. Harris — Сюзанна
- 2005 — Юристы Бостона / Boston Legal — Мередит Уотерс
- 2005 — Лёд в сердце / Go figure — Наташа Гоберман (тренер)
- 2006 — Cook-Off! — Виктория Догерти
- 2006 — Расследование Джордан / Crossing Jordan — доктор Вассерман
- 2006 — Главнокомандующий / Commander in Chief — Элис Марлоу
- 2006 — Большая любовь / Big Love — Эвелин Линтон
- 2006 — Lovespring International — Элис
- 2006 — Спасение / Saved — Аманда Алден
- 2006 — Как я встретил вашу маму / How I Met Your Mother — Вирджиния Мосби
- 2006—2009 — Герои / Heroes — Анджела Петрелли
- 2007 — State of Mind — Розалинда Уоррен
- 2008 — Герои: Почтальон / Heroes: Going Postal — Анджела Петрелли
- 2008 — Shades of Ray — миссис Халик
- 2008 — Float — Памела Фултон
- 2008—2009 — Герои: Рекрут / Heroes: The Recruit — Анджела Петрелли
- 2009 — Обещать — не значит жениться / He’s Just Not That Into You — Велти Диворси (в титрах не указана)
- 2009 — Take Me Home — Лайннетт

### 2010-е годы
- 2018 — Острые предметы / Sharp Objects — медсестра Беверли